# オペラ・オーストラリア

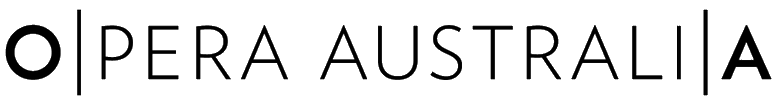
オペラ・オーストラリアのロゴ。新しい戦略の一つである視覚的訴求力を図ったもの

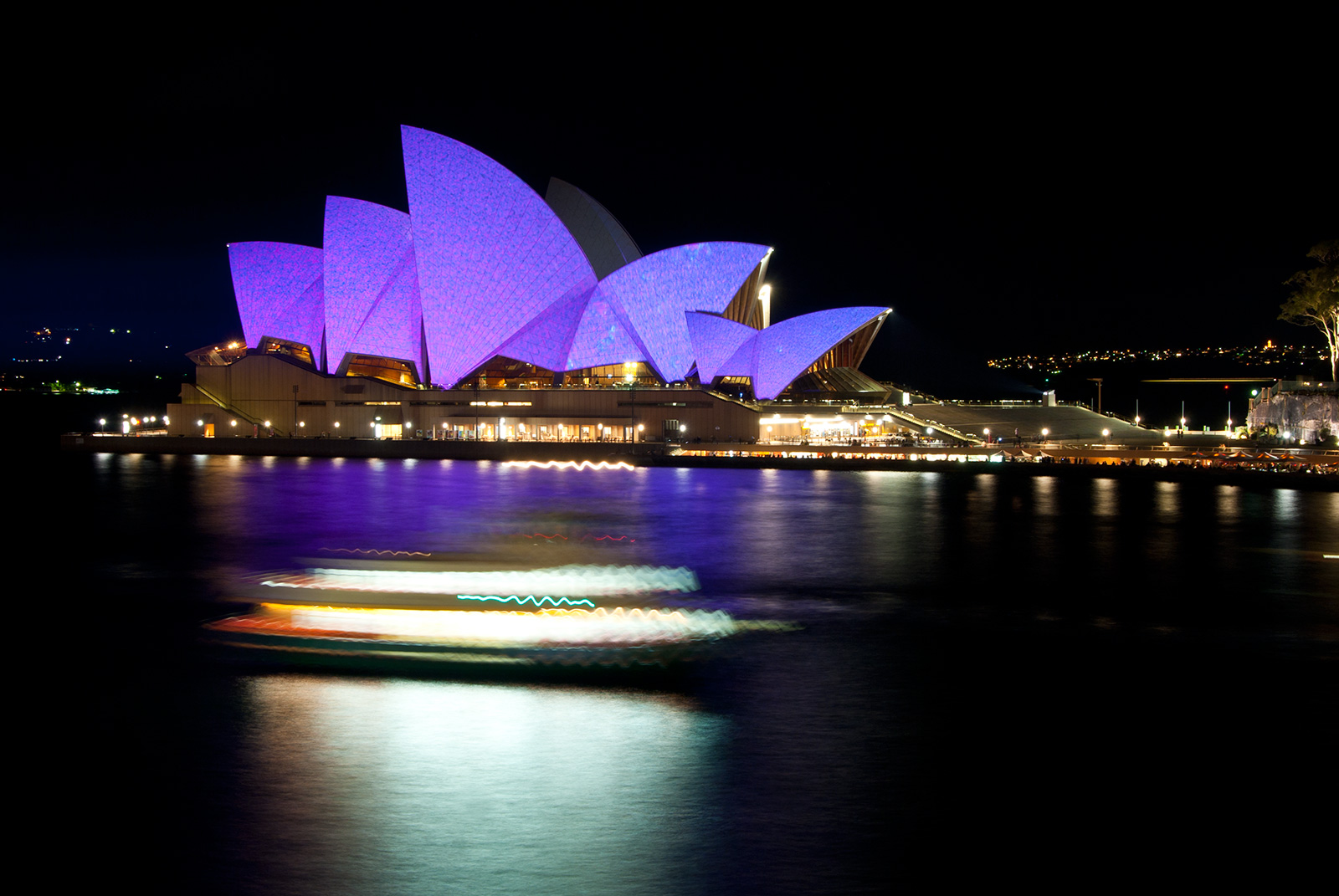
シドニー・オペラ・ハウス。オペラ・オーストラリアの本拠地。

オペラ・オーストラリア（Opera Australia）は、オーストラリアにおいて最も重要な、国立オペラ歌劇団であり、シドニー・オペラハウス専属オペラ団体である。本拠地のシドニー・オペラハウスでは、1年のうち約8か月あまりの公演を行う。残り4か月はアーツ・センター・メルボルン（この場合、ヴィクトリア交響楽団と共演する）で公演を行う。

## オーストラリア・オペラ・カンパニー：1956年-1957年
1956年、オーストラリア・オペラ・カンパニーがシドニーで、オーストラリア・エリザベス・シアター・トラストからの援助により結成される。モーツァルトの4つのオペラを様々な国の首都で上演し、10,000キロ以上にわたる行程を移動し、169回の公演を行って、モーツァルトの生誕200年を祝った。

## エリザベス・シアター・トラスト・オペラ・カンパニー：1957年-1970年
1957年末に、エリザベス・シアター・トラスト・オペラ・カンパニーに改称した。
1959年には、カンパニーから休職を言い渡されていた歌手達が初めてのツアーを行い（州の芸術協議会が後援）、ロッシーニの『セビリアの理髪師』を、場面を減らした脚本を用い、ピアノのゲオルク・ティントナーの指揮で公演を行った（ビクトリア州、ニューサウスウェールズ州、クイーンズランド州）。引き続き行われた芸術協議会のツアーでは、『リゴレット』（1960年、ビクトリア州、クイーンズランド州、ニューサウスウェールズ州）、『コジ・ファン・トゥッテ』（1961年、ニュー・サウス・ウェールズ州、クィーンズランド州）、そして、『ラ・トラヴィアータ』（1962年、ニュー・サウス・ウェールズ州、クィーンズランド州）の公演を行った。指揮はすべてティントナーが務めている。1963年末には、歌手とカンパニー・スタッフのうち、それまで長期間在籍してきた核となるメンバーは年間を通じてカンパニーに勤務することとなり、各地の芸術祭、例えばアデレード芸術祭などに出演した。1967年末には、オペラ・カンパニーのために、さらなる政府の援助を得て、最初のエリザベス・トラスト・オーケストラを結成することもできた。この期間に、ステファン・ハーグがカンパニーの発展のために重要な役割を果たした。
カンパニーにとって大きく画期的な出来事だったのは、1968年に行われた、プッチーニの『トスカ』のテレビ収録だった。ティート・ゴッビが2人のオーストラリア人とともにスカルピア男爵役を、ソプラノのマリー・コリエがトスカ役を、テナーのドナルド・スミスがカヴァラドッシ役を務め、アルゼンチン生まれのイタリア人指揮者カルロ・フェリーチェ・シラーリオが指揮した。これが長期にわたって実り豊かなものとなる、オーストラリアのオペラ界とイタリアの巨匠シラーリオとの共同の始まりである。両者の共同関係は、彼が引退する2003年まで続いた。シラーリオがオーストラリアで初めて行った下稽古を行った際には、エリザベス・シドニー・オーケストラとオーストラリアン・オペラ・コーラスも指揮している。この2つはどちらも新しく結成されたもので、終身契約により人が集まっていた。
一方、まだこのオペラ・カンパニーと共演してはいなかったジョーン・サザーランドは、その当時オーストラリア人のソプラノ歌手として国際的に知られており、夫であり指揮者のリチャード・ボニングとともに1960年代を通じてオーストラリアでオペラの隆盛に尽くしていた。サザーランドの名は、シドニー・オペラハウスの建設の進捗と結びつけて語られるようになった。オペラハウスの建設は1957年に始まったが、依然建設中であり、長期にわたり議論を呼んでいた。『ラ・ステュペンダ』が1974年に上演される頃には、それはオペラハウスが落成して1年後のことだが、カンパニーは、多人数のコーラス隊を抱え、経験豊かなオーストラリア人の主演俳優をゲスト歌手として、さらに指揮者をも迎える準備が整った、レパートリー豊かな最も重要なカンパニーとなったのである。

## オーストラリアン・オペラ：1970年-1996年
1970年には、オーストラリアン・オペラとして知られるようになった。1970年代には組織のあり方も、本拠地についても、かなりの変化があった。1972年、エドワード・ダウンズ（以前にロンドンのロイヤル・オペラ・ハウスと提携していた）が音楽監督となった。彼が最初に行ったのは、リヒャルト・シュトラウスの『ばらの騎士』の初演をオーストラリア、メルボルンのプリンセス・シアターで上演することだった。そしてその直後に、プロコフィエフの『戦争と平和』がシドニー・オペラハウスの初演の夜の公演として続いた。シドニー・オペラハウスの竣工式に先立つこと数日のことであった。
シドニー・オペラハウスは、他の建物との区別が容易につくため、すぐにシドニーの文化的な目印となった。そして、オペラ・カンパニーにとっては継続的な上演を行うための本拠地となり、したがって、カンパニーのレパートリーが増え、地域のファンが増えることにつながった。聴衆の数は、ジョーン・ザサーランドがオーストラリアン・オペラといっしょに演じた、オッフェンバックの『ホフマン物語』の上演によって確かに増加した。それに加えて、1974年にはオーストラリア人による作品3作が上演された。フェリックス・ワーダー『ザ・アフェア』、ラリー・シッツキー『レンツ』、ピーター・スカルソープ『ライツ・オヴ・パッセージ』である（『ライツ・オヴ・パッセージ』はオペラハウスのこけら落としで上演される予定だったが間に合わなかった）。
1976年にはリチャード・ボニングが音楽監督に就任し、カンパニーの初めての海外公演、すなわちゲオルク・ティントナーの指揮によるニュージーランドでの『リゴレット』公演と、ヤナーチェク『イェヌーファ』の公演を成功させた。これに続いて1978年には、第1回オーストラリアン・オペラ国内ツアーがオーケストラを同行させる形で行われ、ニュー・サウス・ウェールズ州の東北部へ行っている（ティントナー指揮、クィーンズランド・シアター・オーケストラ、曲は『ドン・パスクァーレ』）。1970年から1990年にかけては、劇場監督はエリケ・ナイデハルトが務めている。
1977年、ニュー・サウス・ウェールズ・フレンズ・オヴ・ザ・オーストラリアン・オペラとザ・オーストラリアン・エリザベサン・シアター・トラストがプロのオペラ歌手育成を目的として、アームストロング＝マーチン奨学金を設立した。
1980年代は、「テレビのためのオーストラリアン・オペラ」による公演の収録が済んでから何年も経っており、オーストラリア放送協会とオーストラリアン・オペラによって、初めてのラジオとテレビの同時放送が行われ、ヨハン・シュトラウス2世の『こうもり』が上演された。200万人以上の視聴者がこの中継を視聴している。その後、数年間続いた公演の同時放送はオーストラリアの何百万戸もの家庭で視聴された。
人気のあるところでは何が起きていたかというと、大当たりの成功を収めたのは、1983年にルチアーノ・パヴァロッティとジョアン・サザーランドが共演した、シドニー・オペラハウスのコンサート・ホールで行われた公演であった。リチャード・ボニングの指揮でエリザベサン・シドニー・オーケストラが演奏した（メルボルンの姉妹オーストラはエリザベサン・メルボルン・オーケストラ。今日ではこの2つはそれぞれ、オーストラリアン・オペラ・アンド・バレエ・オーケストラ、シドニー・アンド・オーケストラ・ヴィクトリアとして知られている）。この、公演の全国的なラジオ・テレビ同時放送によって、室内イベントとして過去最高の大成功を収めている。もう一つの成功したコンサートとしては、ザサーランドとマリリン・ホーンが共演したコンサート・ホールでの公演が挙げられる。
その上1980年代には、いくつかの革新的な特徴が形成された。第1に、シドニー広場での「公園のエッソ・オペラ」である。これは、すぐに例年行われるイベントになった。そして今日では「シドニー広場のオペラ」と呼ばれている。その名の通り、毎年10万人もの観客が集まる催しとなっている。これに似た例年の屋外イベントとして、2万5千人以上の観客が集まるのだが、メルボルンで開催されているものがある。第2に、オーストラリアン・オペラのための「エッソ・ヤング・アーティスツ・ディヴェロップメント・プログラム」が挙げられる。第3は、「オーストラリアの作曲プログラム」である。このプログラムはブライアン・ハワードの「メタモルフォーシス（＝変容）」の発表から始まった。
他の革新的プログラムとしては、「国立オペラ・ワークショップ（＝作品について知識と議論を交換し、理解を深める勉強会）」がある。これは、オーストラリア人の作曲家達に、オーストラリアン・オペラから歌手に出演してもらって、ワークショップの形で自分の作品を上演することを可能にするものである。最後に、「オペラアクション」が挙げられる。「青年教育プログラム」であり、イベントのプログラムである。その中には青年達による3度のプッチーニ『蝶々夫人』の公演も含まれており、1986年には、『至点の風』という初公開の青年オペラについて、70人の学生で台本、音楽、振り付け、オーケストラを完成させ、シドニー・オペラハウスで上演したのである。
カンパニーは1980年代の10年間を通して徐々に組織を改革し、1984年にモファット・オクスンボウルドを芸術監督に迎えることを決定し、また、リチャード・ボニングの10年にわたる音楽監督の契約が切れるのに伴い、1987年から彼が名誉音楽監督ならびに第一客演指揮者となることを発表した。
1988年には、オーストラリア200年記念祭実行委員会と連携し、オペラ・オーストラリアは、ブリスベーン、ダーウィン、ホーバート、メルボルン、パースといった場所でツアーを行い、また、メルボルンではラ・プロジェクト（最初の舞台から歌手達が直接参加している、また演出監督のバズ・ラーマンと初めて提携したところの、音楽劇場作品）と合同で、国立オペラ・ワークショップを開催している。
ジョーン・サザーランドは1990年にオーストラリアン・オペラと共に引退記念コンサートを開き、マイアベーアの『ユグノー教徒』の公演を行った。2年後、カンパニーはリハーサル・スタジオの名前を、彼女にちなんでデイム・ジョーンと名付けた。
1990年代初頭は、カンパニーの役目の上で2つの重要な変化が見られた。第1に、1991年に「オーストラリア・オペラ芸術会員」を定めたことである。これは、オーストラリアの音楽芸術・舞台芸術の世界で最も重要な役割を果たした人達からなる団体である。第2に、オーストラリアン・オペラとバレエ・オーケストラが一つに統合され、オーストラリアン・オペラとなり、オペラとバレエのためのオーケストラがカンパニーのために継続的に音楽制作をすることになったのである。
オーストラリアン・オペラにとってオーストラリア国外での初めての公演が1994年に行われ、カンパニーはブリテンの『夏の夜の夢』をエディンバラ国際フェスティバルで上演した。さらに、バズ・ラーマンの制作による『ラ・ボエーム』が300を越える北米のテレビ局で放映され、さらに続いて、全世界でビデオが発売され、ブロードウェイでの公演が行われた。

## オペラ・オーストラリア：1996年以降
オペラ・オーストラリアは、オーストラリアン・オペラとビクトリア州オペラ・カンパニーとの統合によって1996年に誕生した。これは、メルボルンを本拠地としていたビクトリア州オペラ・カンパニーの経済的破綻の結果、もたらされたものである。エイドリアン・コレットが新しいカンパニーの初代総監督に指名された。そして、3年にわたる計画を提示し、1年に2度、シドニーとメルボルンでの公演を行い、オペラ・オーストラリアとビクトリア州オペラ・カンパニーのスタッフを一つにまとめて、引き継いだ負債を含めた実行可能な財政的構造を準備して、カンパニーの再建を図ったのである。
最初の数年には、オペラ・オーストラリアの芸術監督を務めたモファット・オクスンボウルドが引退し、シモーネ・ヤングを音楽監督に指名したりするといったことがあった。引退する芸術監督に対して敬意を払い、青年芸術プログラムが改めて「モファット・オクスンボウルド青年芸術家育成プログラム」と名付けられた。その直後、2001年には、シモーネ・ヤングが自分の後任を務める人間としてオーストラリア人の監督スチュアート・モーンダーを芸術監督に指名している。ヤングはカンパニーの中心となる上演曲目を広げることに務め、ドイツのオペラを増やし、公演の制作を多様なものにして、国内外から様々な音楽家を雇用した。しかし2002年の秋から冬にかけて、オペラ・オーストラリアの評議会は、悪化していく赤字について検討した結果、ヤングのカンパニーに関する構想は、もはや「容認できない」として、彼女との契約は2003年末で打ち切ることを発表した。
2003年の末に、リチャード・ヒコックスがオペラ・オーストラリアの次の音楽監督に指名された。彼は2005年1月から正式に音楽監督に就任した。彼の在任期間中、ヒコックスは、20世紀の作品、例えば『三つのオレンジへの恋』、『マクロプロス事件』、『ルサルカ』、『アラベラ』といった作品をレパートリーに加え、こうした曲目のライヴ録音をシャンドス・レコーズに残している。カンパニーの50周年記念は2006年に行われ、ガラ・コンサートが開催され、ジョーン・サザーランドとリチャード・ボニングを始め、主要なアーティストたち、コーラス隊、制作スタッフ、そしてオーストラリアン・オペラとバレエ・オーケストラに対して、その芸術性と才能に対して、そしてカンパニー全体に対して賛辞が送られている2008年半ばに、ヒコックスとオペラ・オーストラリアは、ヒコックスがその任に就いて以降、芸術的水準に衰退が見られるのではないかとして非難された。。シドニーの冬期公演を終えて、2008年11月にイギリスに戻るとすぐ、ヒコックスはスウォンジーでのリハーサルを指揮した後、突然の心臓麻痺で亡くなった。2009年6月30日に、リンドン・テラチーニが新しく芸術監督に就任することが発表された。
2011年、リンドン・テラチーニは例年のペギー・グランヴィル・アドレスでのスピーチで、議論を呼ぶ発言をした。その中で彼は、オペラ・オーストラリアは生き残るためには変わらなければならない、と語っている。「オペラ・カンパニーとオーケストラという存在が全世界的に憂慮すべき進度でその生命の終わりを迎えている。…我々はその事実を浅はかにも無視するのか…あるいは我々自身が変化することができるはずである、…大胆な演目の選択は、それ故批評家達が非難する理由にもなるだろうが、しかし、本物の聴衆との真の結びつきをもたらすことだろう」
芸術監督は、より幅広い聴衆に訴えるであろう演目を追究した。2012年には神道系新宗教ワールドメイト教祖の半田晴久（深見東州）とニュー・サウス・ウェールズ・デスティネーションの財政援助によって、オペラ・オーストラリアは第1回の「シドニー港のほとりのハンダ・オペラ」、すなわち、3週間にわたって行われる、すべてに事前に制作の手が入った「オペラ・イベント」を上演したのである。ラ・トラヴィアータの制作はフランチェスカ・ザンベロが監督し、4万人の聴衆を動員した。2013年には、オペラ・オーストラリアはゲイル・エドワーズの監督により『カルメン』をシドニー港で上演した。こちらも1年前とほぼ同じ規模の聴衆が集まっている。
2012年に、オペラ・オーストラリアにとっては初めてのことだったが、ブロードウェイのミュージカルの上演を始めた。数年にわたってカンパニーの定期演目となっていた、ギルバートとサリヴァンによる演目と入れ替えたのである。同じ2012年にはリンカーン・センター・シアター制作の『南太平洋』がシドニー・オペラハウスとメルボルンのプリンセス・シアターで非常に多くの聴衆の前で上演され、オーストラリア国内ツアーの幕が切って落とされた。このツアーは翌年まで続いた。
幅広い層からの慈善的精神によって後押しされ、カンパニーは初めて、完全版の『ニーベルングの指輪』の公演を決定し、2013年の末に、4週間以上にわたってメルボルンで上演された。この公演のチケットがたった1日で完売した後、オーストラリア放送協会のクラシック局とオペラ・オーストラリアは、ラジオ放送で『ニーベルングの指輪』の生中継を全国放送すると発表した。
2013年4月には、オペラ・オーストラリアは全体としての歳入は44%の増収となり、それは大成功した公演が55%以上の収入増となったからだと発表した。カンパニーは、2年続いた赤字の後、今度は2年連続で営業利益の増収を達成することができたのである。
2013年1月、オペラ・オーストラリアの評議会は、リンドン・テラチーニとの芸術監督の契約をさらに5年延長すると発表した。その年の後半、テラチーニは、「1年契約の歌手には、賃金の支払いがない休職期間を6週間から12週間の間で、2014年に入ってから取ってもらう」ことを発表した。この例に当てはまる歌手には、ジャクリーン・ダーク、ドミニカ・マシューズ、ワーウィック・ファイフェらがいる。

## 教育的奉仕活動
オズ・オペラは、1996年のオーストラリアン・オペラとビクトリア州オペラ・カンパニーの統合後、リンディ・ヒュームの監督の下、設立された。その活動の目的は、オーストラリア国内の様々な都市や地域でオペラの公演を実施し聴衆に親しみを持ってもらうことにある。さらには、学生達の学習成果をニュー・サウス・ウェールズ州ならびにビクトリア州の小学校で上演し、細かいところまで記されたスコアを採用し、若い聴衆に適するよう図っている。2009年には、オズ・オペラの活動により、10万人以上もの人達が直接自分自身でオペラを体験することになるだろうと考えられている。

## オーストラリアの現代オペラ
オペラ・オーストラリアは、オーストラリアの現代オペラの発展とその上演に、長期にわたって取り組んできた。1974年以降、オペラ・オーストラリアは、12の新しいオーストラリアのオペラ作品を完全版によって上演し、また、20以上の新作について、様々な舞台でワークショップを開き、議論を深めてきた。以下、新しい作品のうち、カンパニーによって上演されたものの中で主要なものを挙げる。アンネ・ボイド『リトル・マーメイド』（1985年）、ブライアン・ハワード『メタモルフォーシス』（1985年）、リチャード・ミールズ『ヴォス』（1986年）、同じくハワードによる『ウィットサンデイ』（1988年）、ミールズ『マー・デ・グレイス』（1992年）、ラリー・シッツキー『ゴーレム』（1993年）、アラン・ジョン『第8の不思議』（1995年）、リチャード・ミールズ『第17番目の人形の夏』（1999年）、同じくミルーズ『バタヴィア』 （2001年）、ポール・グロバウスキー『セラピーの時代の愛』（オズ・オペラが上演、2002年）、モヤ・ヘンダーソン『リンディ』（2003年）、ジョン・ハドック『マデレーヌ・リー』（2004年）、ブレット・ディーン『至福』（2010年）。
モファット・オクスンボウルドのもと、例年開かれる国立オペラ・ワークショップは、選抜によって選ばれた作曲家や創作者達が「国を代表するカンパニーが持つ資源と専門的な知見を利用することができるよう」に、工夫されてきた。そして、オペラの専門家から、助言や激励の言葉をかけられてきたのである。2000年以降、このワークショップは実施されておらず、パネリスト達に将来性の豊かな作品を選んでもらうよう依頼しているとのことである。

## デジタル時代の戦略
2011年、オペラ・オーストラリアは、新しいデジタル戦略に乗り出した。高解像度で録音されたオペラや映画を制作するためである（映画はシネマライヴとの共同制作）。DVD、Blu-ray、そしてCDなどを自分のレーベルで発表し、そしてこうした録音をテレビで放送するのである。こうしたヴィデオのタイトルが増加することは同時にYouTubeでの閲覧回数が増えることを意味する（この閲覧数の中には、YouTubeのオペラ・オーストラリア・チャンネルにおけるタイトルの定期的な発表も含む）。こうした変化と並んで、社会的媒体であるTwitterとFacebookでそれぞれ2010年、2011年に、カンパニーのアカウントを用意し、存在感を打ち出している。そして内容を定期的に更新し、顧客からの質問に回答している。また2011年には、オペラ・オーストラリア・ブログの一部として、週刊視聴者レヴューコンテストも実施している。そして、視聴者にオンラインで、オペラ・オーストラリアの制作した作品に対してレヴューを書いてもらうよう促している。人によっては景品が当たり、中にはレヴューがブログで紹介されることもある。

## 参照
1. ↑  “世界の劇場”.   新国立劇場. 2014年3月16日閲覧。
2. ↑  Hall. S, "Opera Conductor a Humble Wizard in Oz", The Australian. 20 December 2007. Accessed 15 December 2008
3. ↑  Adams, B. La Stupenda. Hutchinson Group. 1980 p. 126 ISBN 0-09-137410-3
4. ↑  Adams. B, La Stupenda, Hutchinson Group. 1980. pp. 235–36 ISBN 0-09-137410-3
5. ↑  Oxenbould. M, Timing Is Everything ABC Books, 2005 p. 419
6. ↑  Gill, Ray (2003年9月7日). “Opera takes diva into the red”. The Age (Melbourne) 2008年12月1日閲覧。
7. ↑  Oxenbould, M. Timing is Everything, 2005. p. 650
8. ↑  Oxenbould. M, Timing is Everything, 2005 pp. 706–707
9. ↑  Mattison, Ben (2002年9月13日). “Opera Australia Fires Simone Young”.   andante Corp. 2006年10月20日時点のオリジナルよりアーカイブ。2008年12月1日閲覧。
10. ↑  Opera Australia's 50th Anniversary Gala Programme Note. 2006. p. 3, Hickox.
11. ↑  Roger Maynard (2008年8月16日). “Soprano sounds off about 'disrespectful' Briton in charge of Opera Australia”. The Independent (London) 2008年11月21日閲覧。
12. ↑  Ashleigh Wilson (2008年11月24日). “Opera Australia conductor Hickox dies suddenly”. The Australian 2008年11月25日閲覧。
13. ↑  "Opera's artistic director Lyndon Terracini found close to home" by Corrie Perkin, The Australian (1 July 2009)
14. ↑  PGH Address. New Music Network. Retrieved on 2013-08-02.
15. ↑  http://www.theaustralian.com.au/arts/opera-goes-to-water-to-attract-masses/story-e6frg8n6-1226062257376
16. ↑  Opera on Sydney Harbour a resounding success. Aussietheatre.com.au (2012-04-18). Retrieved on 2013-08-02.
17. ↑  Carmen Opera Australia. Smh.com.au. Retrieved on 2013-08-02.
18. ↑  http://www.theaustralian.com.au/arts/box-office-takings-a-high-note-for-oa/story-e6frg8n6-1226622958342
19. ↑  Melbourne's multi-million dollar Ring cycle | The National Business Review. Retrieved on 2013-08-02.
20. ↑  ABC Classic FM and Opera Australia announce special event partnership. About the ABC (2013-06-04). Retrieved on 2013-08-02.
21. ↑  Opera Australia posts 44% growth - Classical Music. Limelight Magazine (2013-04-18). Retrieved on 2013-08-02.
22. ↑  Reign of Terracini to last five more years. Limelight Magazine. Retrieved on 2013-08-02.
23. ↑  "OA uproar as singers 'rested' without pay" by Matthew Westwood, The Australian, 4 May 2013 (要購読契約)
24. 1 2  Opera Australia. "Life Amplified" 2009, p. 51
25. ↑  Oxenbould. M, Timing is Everything, 2005. pp. 700–707. Not all repertoire lists are complete. Check bibliography for full in-text references.
26. ↑  Oxenbould. M, Timing is Everything, 2005. p. 425
27. ↑  "Opera Australia launches own DVD/CD label and TV broadcasts after successful debut at cinemas", Press Release (12 May 2011)
28. 1 2  "Officially announcing our new Weekly Review Competition", Opera Australia Blog (18 May 2011)
29. ↑  "Introduction to the Opera Basics series", Opera Australia, 31 May 2011. Accessed 5 January 2013